# Trialismo
El trialismo, también conocido como la teoría trialista del mundo jurídico o tridimensionalismo jurídico, es una teoría jurídica elaborada por el jurista alemán Werner Goldschmidt. Werner Goldschmidt sostiene que el fenómeno jurídico es una totalidad compleja que denomina "Mundo Jurídico". Se propone así el estudio del Mundo Jurídico mediante el análisis de los tres grandes elementos que lo integran: hechos, normas y valores (se debe tener en consideración que es un proceso, esto quiere decir, una secuencia). La teoría trialista del mundo jurídico sostiene que ese mundo resulta identificable, en definitiva, por las posibilidades de realizar la justicia en la realidad social y en las normas.
Las conductas son comportamientos humanos, las normas son descripciones y captaciones lógicas de las conductas, y el valor justicia se realiza en el mundo jurídico a través de los hombres, permitiéndonos valorar las conductas y las normas. Estas tres dimensiones no funcionan solas, se implican entre sí y no es posible su separación desde el plano metodológico, ni desde el político debido a su peligrosidad, según Pérez Luño. Riofrío incluso añade que existe una unión metafísica de las tres dimensiones. Así mismo, estas se encuentran presentes en cualquier experiencia jurídica.
Esta teoría ha dado lugar a una corriente jurídica trialista, con base en la Facultad de Derecho de la Universidad Nacional de Rosario, en Argentina, siendo su principal exponente en la actualidad el Dr. Miguel Ángel Ciuro Caldani y contando entre sus discípulos a otros juristas de relevancia como los Dres. Mario Chaumet, Alfredo Mario Soto, Juan José Bentolila, María Isolina Dabove, Noemí L. Nicolau, Florencia Vazzano, Mariana Isem, entre otros.
En España, autores como Antonio Enrique Pérez Luño de la Universidad de Sevilla abogan por esta teoría, pero distinguen una cuarta dimensión, la "historia", como criterio temporalizador de las otras tres dimensiones, dotando de un contexto histórico a esta visión para llegar a comprender a la realidad social jurídica de forma diacrónica mediante el tetradimensionalismo jurídico. Finalmente, el fundador del trialismo metafísico, Juan Carlos Riofrío Martínez-Villalba, señala que los elementos metafísicos de la realidad (que incluye su devenir fáctico e histórico), de las concepciones jurídicas y de la actuación jurídica (donde están las leyes, los contratos, las costumbres, etc.) se vinculan metafísicamente mediante el concepto de espacio jurídico.